# Aldabra-Flughund

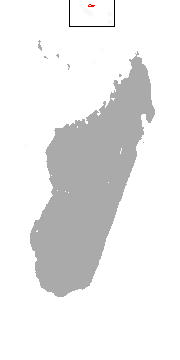
Lage von Aldabra nördlich von Madagaskar

Der Aldabra-Flughund (Pteropus aldabrensis) ist ein auf den Seychellen endemisches Fledertier in der Familie der Flughunde. Die Population zählte zeitweise als Synonym des Seychellen-Flughundes (Pteropus seychellensis).

## Merkmale
Dieser schwanzlose Flughund erreicht eine Länge von 184 bis 189 mm und ein Gewicht von 257 bis 395 g. Die Unterarme sind 128 bis 141 mm lang, die Länge der Hinterfüße beträgt etwa 44 mm und die Ohren sind 24 bis 28 mm lang. Typisch für den Kopf sind gelbbraunes Fell, wobei die Schnauze eher grau ist, hellgelbe Wangen mit wenigen weißen Haaren, große Augen, eine dunkle Iris, zwei dunkle Punkte anstelle der Augenbrauen sowie dunkle zugespitzte Ohren. Weitere Kennzeichen sind die dunkelbraune Färbung von Kinn und Kehle, ein orangebrauner Mantel um Hals und Schultern und ein ockerfarbener Bauch. Das Fell der Oberseite ist graubraun mit grüner Tönung und mit verstreuten silbrigen Haaren. Die Behaarung setzt sich auf den Unterarmen fort. Es kommen schwarzbraune Flughäute vor. Bezüglich des Gebisses gibt es keine Unterschiede zu anderen Gattungsvertretern.

## Verbreitung
Der Aldabra-Flughund lebt endemisch auf dem Atoll Aldabra, der zu den Seychellen zählt. Die höchsten Stellen der Insel liegen 20 Meter über dem Meer und die Durchschnittshöhe liegt bei 8 Meter. Die Art bewohnt trockene Strauchflächen, trockene Wälder, Mangrovensümpfe und Plantagen.

## Lebensweise
Die Exemplare ruhen im Geäst von Kasuarinen, Kokospalmen und Kakaopflanzen. Der Aldabra-Flughund frisst unterschiedliche Früchte und ist neben Riesenschildkröten das einzige wilde Tier auf der Insel, das große Früchte verzehren kann und so zur Verbreitung der Samen beiträgt. Zum Nahrungsspektrum zählen verschiedene Feigen, Calophyllum inophyllum, Katappenbaumfrüchte, Mystroxylon aethiopicum, Flacourtia indica, Apodytes dimidiata, Terminalia bovinii und Früchte von Schraubenbäumen. Als Komplement dienen Blüten der Kokospalme und der Sisal-Agave, Blätter von Avicennia marina sowie süße Absonderungen von Icerya seychellarum und Ficus lutea. Die Exemplare gehen nachts auf Nahrungssuche.
Paarungen sind aus den Monaten März, Juni, Oktober und November bekannt. Im Dezember und Januar wurden Weibchen, die ihren Nachwuchs trugen, registriert.
Der Schildrabe, der Aldabradrongo, Falco madagascariensis und Fregattvögel treten am Ruheplatz störend auf.

## Gefährdung
Die Art ist potenziell durch den Klimawandel und Extremwetterereignisse bedroht. Baumfällungen können zur Verringerung von Ruheplätzen führen. Der Gesamtbestand wird auf 200 bis 250 erwachsene Exemplare geschätzt. Die IUCN listet den Aldabra-Flughund als stark gefährdet (endangered).